# Quebrada La Guairita
La Quebrada La Guairita es un pequeño curso de agua que recoge las aguas de las quebradas de la zona de Baruta, La Trinidad, El Hatillo y El Cafetal, nace el sitio conocido como Ojo de Agua al sur de Baruta a una altura aproximada de 1150 m s. n. m. y desembococa en el río Guaire a nivel de la urbanización El Encantado. La totalidad de su curso está al aire libre y de desplaza en dirección Sur - Noreste. Una de la característica más notoria en relación con el curso y área de esta quebrada es que existen una gran cantidad parques así como áreas de gran valor paisajístico situación que contrasta con la de otros cursos de agua de la ciudad Caracas, entre esto lugares de interés se pueden citar los siguientes: 
- Parque Cueva del Indio conocido también cuevas del Cafetal 10°26′45″N 66°49′24″O / 10.44583, -66.82333[3]
- Parque El Buen Ciudadano 10°27′28″N 66°49′34″O / 10.45778, -66.82611[4]
- Parque La Bonita 10°26′47″N 66°51′14″O / 10.44639, -66.85389[5]
- Parque La Democracia 10°27′27″N 66°50′34″O / 10.45750, -66.84278[6]
- Cementerio del Este 10°26′48″N 66°48′41″O / 10.44667, -66.81139[7]
- Laguna de la Tahona o Laguna Negra de la Bonita 10°26′55″N 66°51′14″O / 10.44861, -66.85389[8]
- Acueducto de Caracas 10°27′30″N 66°48′36″O / 10.45833, -66.81000[9]

## Cuenca de la Guairita

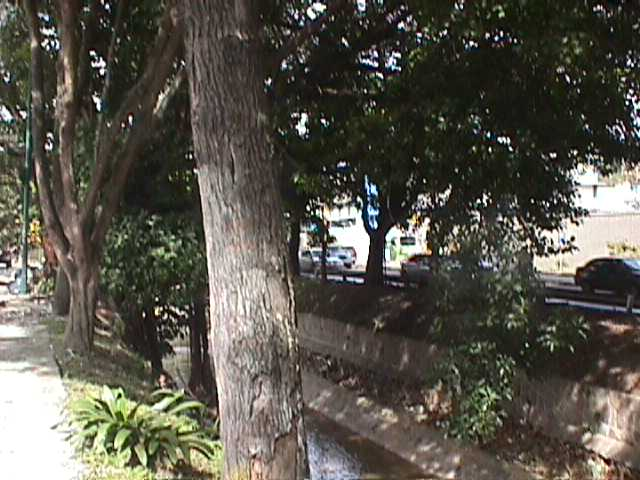
Quebrada La Guairita

La cuenca de la quebrada La Guairita cuenta con una superficie total de 2.300 hectáreas y está formada por las quebradas La Virgen, Sartenejas, La Encantada, Manzanares, La Boyera y Paují. Todas confluyen a La Guairita, la cual a su vez drena hacia el río Guaire a nivel de la urbanización El Encantado
La Quebrada La Boyera constituye el principal afluente de La Guairita ya que suministra un aporte de agua considerable durante todo el año y entre su afluentes de hallan las quebradas Oripoto, Alto Hatillo, El Volcán y El Arroyo; hasta mediados de los años 60 del siglo XX esta quebrada tenía asociada la Laguna de la Boyera la cual fue secada y hoy se halla parte de la comunidad de Los Pinos.    
Entre los problema que presenta la quebrada La Guairita esta la contaminación de sus aguas así como la de sus afluentes ya que ha sido utilizados como colectores de aguas servidas de la ciudad, adicionalmente la quebrada no está totalmente embaulada porque en los algunos sectores suele desbordadse en temporada lluviosa

### Laguna de la Tahona o Laguna Negra de la Bonita
La Laguna La Tahona o Laguna Negra de la Bonita 10°26′55″N 66°51′14″O / 10.44861, -66.85389 es una laguna natural que se encuentra en el área de la cuenca de la quebrada la Guairita localizada al este de Las Minas de Baruta y al oeste de la urbanización la Bonita. Ocupa un área de 20 mil metros cuadrados y se presume que tiene una profundidad de 30 metros, los últimos registros son del año 1970. Aparece el año del 1967 en el espacio ocupado por una antigua cantera. Sus aguas provienen del nivel freático del suelo. Actualmente los vecinos de las Minas de Baruta frecuentan este lugar, se presume que sus aguas estén encantadas porque las estadísticas de ahogados en el área son muy altas Se tiene planteado el desarrollo de zonas de esparcimiento en relación con esta laguna existe una serie de leyendas de observaciones y apariciones de personajes

## Galería
| Río Guaire y su cuenca |  |  |  |
|                        |  |  |  |
|                        |  |  |  |
|                        |  |  |  |